# Alessio Gelsini Torresi
Alessio Gelsini Torresi (Roma, 17 febbraio 1951) è un direttore della fotografia italiano.
Fa il suo esordio nel mondo del cinema con il film di Pier Paolo Pasolini Il Decameron nel 1970. È stato presidente della storica Associazione Italiana Autori della Fotografia Cinematografica (A.I.C.), di cui attualmente ricopre la carica di consigliere.

## Riconoscimenti
- David di Donatello per il miglior direttore della fotografia
  - 1991: candidato - Ultrà
  - 1993: vincitore - La scorta
- Ciak d'oro per la miglior fotografia
  - 1988: candidato - Snack Bar Budapest
  - 1992: Migliore fotografia - Americano rosso[1]
- Globo d'oro alla miglior fotografia
  - 1991: vincitore - Americano rosso
  - 1992: vincitore - Crack
- Grolla d'oro per la miglior fotografia
  - 1991: vincitore - Ultrà

## Filmografia
- Il grande Blek, regia di Giuseppe Piccioni (1987)
- Vincere per vincere, regia di Stefania Casini (1988) (TV)
- Snack Bar Budapest, regia di Tinto Brass (1988)
- Piccoli equivoci, regia di Ricky Tognazzi (1989)
- Obbligo di giocare - Zugzwang, regia di Daniele Cesarano (1989)
- La stazione, regia di Sergio Rubini (1990)
- Crack, regia di Giulio Base (1991)
- Ultrà, regia di Ricky Tognazzi (1991)
- Americano rosso, regia di Alessandro D'Alatri (1991)
- La bionda, regia di Sergio Rubini (1993)
- Utopia utopia per piccina che tu sia, regia di Umberto Marino e Dominick Tambasco (1993)
- Là dove volano gli attici, regia di Umberto Marino (1993)
- La scorta, regia di Ricky Tognazzi (1993)
- L'unico paese al mondo (1994)
- Maniaci sentimentali, regia di Simona Izzo (1994)
- Prestazione straordinaria, regia di Sergio Rubini (1994)
- Cuore cattivo, regia di Umberto Marino (1995)
- Caramelle, regia di Cinzia TH Torrini (1995) - cortometraggio
- La scuola, regia di Daniele Luchetti (1995)
- Jack Frusciante è uscito dal gruppo, regia di Enza Negroni (1996)
- Vite strozzate, regia di Ricky Tognazzi (1996)
- Facciamo fiesta, regia di Angelo Longoni (1997)
- Camere da letto, regia di Simona Izzo (1997)
- I giudici - Vittime eccellenti, regia di Ricky Tognazzi (1999) (TV)
- Il commesso viaggiatore, regia di Francesco Dal Bosco (2001)
- Gli angeli dell'isola verde, regia di Enzo G. Castellari (2001)
- I vestiti nuovi dell'imperatore (The Emperor's New Clothes), regia di Alan Taylor (2001)
- Il bambino di Betlemme, regia di Umberto Marino (2002) (TV)
- Ti spiace se bacio mamma?, regia di Alessandro Benvenuti (2003)
- Amorfù, regia di Emanuela Piovano (2003)
- Pontormo, regia di Giovanni Fago (2003)
- La fiamma sul ghiaccio, regia di Umberto Marino (2005)
- Quale amore, regia di Maurizio Sciarra (2006)
- Ma l'amore... sì!, regia di Tonino Zangardi e Marco Costa (2006)
- Il pugile e la ballerina, regia di Francesco Suriano (2007)
- Farfallina, regia di Karin Proia (2008) - cortometraggio
- Amore che vieni, amore che vai, regia di Daniele Costantini (2008)
- Le cose in te nascoste, regia di Vito Vinci (2008)
- Di me cosa ne sai, regia di Valerio Jalongo (2009)
- Angelus Hiroshimae, regia di Giancarlo Planta (2010)
- Sul mare, regia di Alessandro D'Alatri (2010)
- Dante Ferretti - Scenografo italiano, regia di Gianfranco Giagni (2010)
- Nero Wolfe, regia di Riccardo Donna (2012)
- Altri tempi, regia di Marco Turco (2013)
- Un'altra vita, regia di Cinzia TH Torrini (2014)
- Sorelle, regia di Cinzia TH Torrini (2017)
- La strada di casa, regia di Riccardo Donna (2017-2019)
- Fratelli Caputo, regia di Alessio Inturri - miniserie TV (2020-2021)
- Cuori, regia di Riccardo Donna - serie TV (2021-in corso)
- Il paese del melodramma, regia di Francesco Barilli (2023)
- La luce nella masseria, regia di Tiziana Aristarco e Riccardo Donna – film TV (2024)